# Mulheres e maçonaria
O tema das mulheres  e a  maçonaria é complexo e sem uma explicação fácil. Tradicionalmente, as pessoas admitidas como membros de uma loja devem ser bons e verdadeiros homens, nascidos livres e de idade madura e discretos, nenhum escravo, nenhuma mulher, nenhum homem imoral ou escandaloso, mas de boa reputação. Muitas das Grandes Lojas não admitem mulheres, porque eles acreditam que isso iria quebrar os antigos Landmarks.[carece de fontes?] No entanto, existem muitos corpos maçônicos não-predominantes que admitem mulheres e homens ou exclusivamente mulheres. Além disso, existem muitas Ordens femininas associadas com a Maçonaria regular, como a Ordem Internacional das Filhas de Jó, a Ordem das mulheres maçons, a Ordem da Estrela do Oriente, a Ordem de Amaranth, a Ordem Internacional do Arco-Íris para Meninas.

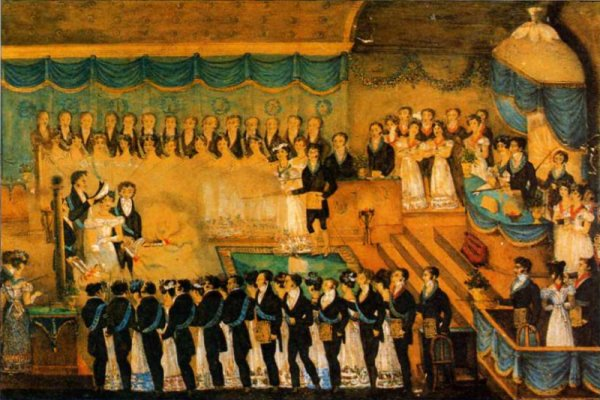
Recepção de uma jovem numa Loja de Adopção do Primeiro Império (França).

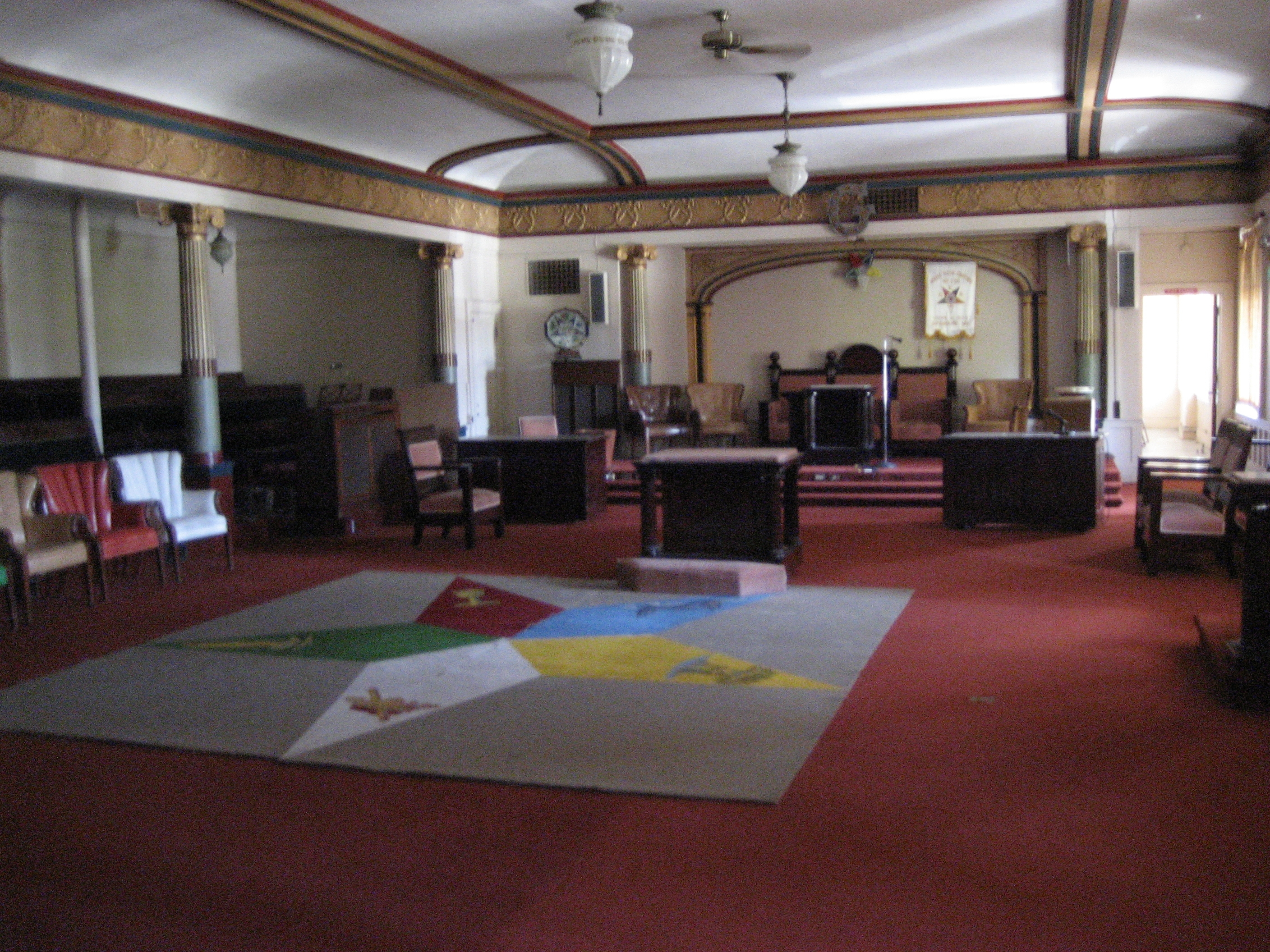
Uma Loja da Ordem da Estrela do Oriente (Estados Unidos).

## História
As mulheres foram  aceites na maçonaria, de forma muito diversa no tempo e segundo o país. A primeira mulher maçom foi Elizabeth Aldworth, que se iniciou em circunstâncias bastante incomuns na Irlanda em 1732. 
A Maçonaria mista que aceita em igualdade homens e mulheres nasceu em 4 de Abril de 1893 quando Maria Deraismes com a ajuda de Georges Martim criam em Paris a primeira loja maçónica mista. A partir desta loja inicial, em 1901 é criada a Ordem Maçónica Mista Internacional "Le Droit Humain" - O Direito Humano.

### Maçonaria operativa
Há evidências, embora o fenómeno fosse raro, de que algumas mulheres tomaram o controle de acesso em várias corporações, durante o período da maçonaria operativa (antes do surgimento da maçonaria especulativa).  Alguns dos estatutos de idade (idade de referência) mostram, por exemplo, o comércio do livro de Paris (1268), os estatutos da Guilda dos Carpinteiros em Norwich (1375), ou os estatutos das Lojas de York (1693).

## Reconhecimento
A Grande Loja Unida de Inglaterra (United Grand Lodge of England - UGLE) e outros concordantes da tradição regular não reconhecem formalmente qualquer organismo maçónico que aceite mulheres. A Grande Loja Unida de Inglaterra  declarou, desde 1998, que as duas jurisdições inglesas para mulheres são regulares na sua prática (Ordem das mulheres maçons e a Excelentíssima Fraternidade da Antiga Maçonaria), exceto quanto à inclusão das mulheres, e indicou que, embora não formalmente reconhecidos, esses organismos podem ser considerados como parte da maçonaria, ao descrever a maçonaria em geral. Na América do Norte, as mulheres não podem se tornar maçons regulares por si, mas sim juntar-se em corpos separados, que não são maçons em seu conteúdo.

## Excelentíssima Fraternidade da Antiga Maçonaria
A história da Excelentíssima Fraternidade da Antiga Maçonaria em particular, não pode ser descrita sem referência à história do movimento das mulheres na maçonaria em geral. Um panfleto intitulado "Mulheres na Maçonaria", publicado em 1988 por Enid Scott, ex-assistente Grão-Mestre da Ordem, diz o seguinte:
"Foi em 1902 que a primeira Loja de Co-maçons foi formada em Londres — o que a importação pela França logo formaria uma "bola de neve". Mas dentro de alguns anos, alguns de seus membros tornaram-se apreensivos quanto ao curso a ser tomado pelo Conselho de Administração, em Paris. Sentiram que suas formas antigas foram postas em causa e colocaram em risco o seu estilo tradicional. A história repetia-se, pois era um estado semelhante ao que tinha surgido na Maçonaria regular em meados do século XVIII. Vários membros demitiram-se da Ordem e formaram-se em uma sociedade  na qual estava a emergir a Excelentíssima Fraternidade da Antiga Maçonaria, mas ainda como uma associação de homens e mulheres. Em 5 de junho de 1908, uma Grande Loja foi formada com um irmão do reverendo como Grão-Mestre. Ele foi o primeiro do sexo masculino e apenas Grão-Mestre e continuou no cargo por quatro anos, antes de se aposentar por problemas de saúde. Em seu sucessor, começou a linha contínua de mulheres Grãs-Mestres. Aproximadamente dez anos mais tarde, decidiram restringir a admissão somente para as mulheres, para permitir que os integrantes do sexo masculino permanecessem. Dentro de um curto prazo, o título foi mudado para a Ordem das Mulheres Maçons, mas a forma de endereço como "Irmão" manteve-se. O uso do termo "Irmãs" teria sido interrompido logo após a formação, em 1908, pois foi considerado inconveniente para os membros de uma fraternidade universal de maçons. É também de algum interesse  notar que a história se repetiu, quando o Arco Real foi objecto de uma divisão em suas fileiras, um pouco à semelhança do Antigos e Modernos, antes da União em 1813. Um grupo de seus membros  pretendia incluir o Arco Real no sistema, mas não conseguiu obter a autorização de sua Grande Loja, o que lhes causou a separação. Assim, formaram a primeira Loja de outra ordem — A Excelentíssima Fraternidade da Antiga Maçonaria. As duas Grandes Lojas funcionam em paralelo, quase como "cópia de carbono", mas neste caso, o tempo de uma União, à semelhança do que ocorreu em 1813, ainda estaria para vir."
A Excelentíssima Fraternidade da Antiga Maçonaria, foi fundada em 1913 e a primeira Grã-Mestre, foi a Excelentíssima Elizabeth Boswell Reid, iniciando entre 1913-1933, e que foi sucedida por sua filha, Sra. Seton Challen.

## Justificativa para a exclusão
A tendência predominante das Grande Lojas Maçônicas, justificam a exclusão das mulheres da Maçonaria por várias razões. A estrutura e as tradições dos dias modernos na maçonaria, baseia-se em "pedreiros" medievais geradores da Europa. Essas corporações operatórias maçônicas, não permitem que as mulheres participem, por causa da cultura da época. Muitas propostas e tradições das Grandes Lojas, iriam alterar completamente a estrutura da Maçonaria. Além disso, a tendência predominante das Grande Lojas, juntara-se aos marcos estabelecidos pela Maçonaria no início do século XVIII, que são consideradas imutáveis. Um desses marcos, especifica que, uma mulher não foi feita para ser maçom. Por último, os maçons fizeram uma jura "para não estar presente numa iniciação de uma mulher maçom" em suas obrigações. Muitos maçons acreditam que, independentemente de suas opiniões das mulheres na maçonaria, não poderão quebrar as suas obrigações.

### A exclusão das mulheres nas Constituições de Anderson
Além deste episódio, há poucos precedentes para a introdução das mulheres na Maçonaria na época. O principal motivo foi, provavelmente, o facto de que as mulheres eram agora, legalmente consideradas maiores de idade e, portanto, livre da autoridade de seus pais ou maridos. É neste sentido, que o artigo III das Constituições de Anderson em 1723, afirma o seguinte para os membros de uma Loja:
| “ | [...] devem ser boas mulheres e leais, nascidas livres, maduras e discretas, nem escravos, nem os homens e nem as mulheres, nem imoral e escandalosas, mas respeitável. | ” |

### O aviso de Ramsay
Na França, o cavaleiro de Ramsay, em seu famoso discurso Maçónico de 1736, contém a mesma proibição, mas é menos que uma questão de princípio, que a defesa da "pureza de nossos costumes", ele acrescenta:
| “ | Se o sexo é proibido, ele não tem nenhum dos alarmes, Este, não é um insulto a sua lealdade; Mas há temores de que o amor caindo com seus encantos, Façam esquecer a fraternidade. Nomes de irmãos e amigos serão armas de pequeno porte Para assegurar o coração da rivalidade. | ” |

## Mulheres com papel de influência na maçonaria
Não é do conhecimento geral, mas os pesquisadores têm demonstrado que não existem registos que confirmam que as mulheres eram de facto, influências importantes sob os auspícios nas decisões de Lojas Maçónicas.
O Manuscrito Regius, datado de 1390, é o mais antigo manuscrito ainda descoberto relativos à Maçonaria. Dois extratos são de especial interesse:
Yn that onest craft to be parfytte; And so uchon schulle techyn othur, And love togeder as syster and brothur  Articulus decimus. The thenthe artycul ys for to knowe, Amonge the craft, to hye and lowe, There schal no mayster supplante other, But be togeder as systur and brother, Yn that curyus craft, alle and som, That longuth to a maystur mason. (Escrito no Inglês Antigo).
Neste ofício honesto para ser perfeito, E assim cada um deve ensinar os outros, E o amor juntos, como irmão e irmã. O artigo décimo é para saber, que entre o Ofício, os altos e baixos, Não é nenhum Mestre que irá suplantar o outro, mas estar juntos como Irmã e Irmão, este ofício curioso, todos e alguns, que pertence a um Mestre Maçom.
No entanto temos de salientar que nem todos concordam com essas interpretações do Manuscrito Regius. Os exemplos a seguir, foram registrados por Enid Scott em seu panfleto, "Mulheres e Maçonaria"
 É no registo, que uma mulher era responsável pela escultura do pórtico na torre da catedral de Estrasburgo. Foi iniciado em 1277 pelo arquitecto Erwin de Steinbach, e sua filha Sabina, que era um "pedreiro" habilidoso, executando esta parte do trabalho. Nos registos de Corpus Christi Guild em York, é de salientar que, em 1408, um aprendiz tinha de jurar obedecer o " Mestre" ou "Dame", ou qualquer outro maçom. As "Damas" foram registadas nos Ofícios da maçonaria no século XVII, como sendo não-operatório. Claro que, naquela altura, "não-operatório" significava não estar envolvidos no trabalho físico, mas agindo em capacidade de aceitar encomendas de trabalhos, e não o que hoje chamam de "maçonaria especulativa". Essas mulheres, eram chamadas de "Damas" para distingui-las dos Mestres Maçons. Margaret Wild, a viúva de um maçom, foi um membro da maçonaria como "acompanhante", em 1663. Um Memorandum, do dia 16 de abril de 1683, a partir da Loja de Edimburgo, refere-se ao acordo que uma viúva pode, com o auxílio de um competente Maçom, receber o benefício de todas as ordens que podem ser oferecidos por seus clientes, de seu falecido marido Maçom, como sendo proibida de tomar parte nos lucros de tais atribuições. Um dia depois do dia 17 de abril, os registos da Loja da Capela de Santa Maria, deu um exemplo sobre a legalidade de uma mulher que ocupa a posição de "Dama" ou "Senhorita", no sentido maçónico. Mas foi apenas de forma muito limitada que as viúvas de Mestres Maçons, poderiam beneficiar do privilégio. A partir dos manuscritos que compõem os Velhos Mandamentos da Grande Loja de York, datado de 1693, refere-se aos Deveres do Aprendiz, e solicita que, "Um dos anciãos tendo o livro, hee ou shee (deles, Maçons) que está ainda a iniciar-se Maçom, devem colocar as suas mãos sobre o livro, e os encargos serão dados ". Claro que isso tem sido contestada por alguns historiadores maçónicos que afirmam que o shee (no inglês anglicano) "é uma má tradução de " eles ", mas outros, incluindo o Reverendo A.F.A. Woodford, aceitariam como prova da admissão de mulheres em comunhão maçónico, especialmente, porque muitos das corporações de outros, naquele momento, estavam composta por mulheres, assim como os homens.
O Livro Maçónico de ocorrêcias, regista os nomes de duas viúvas em 1696.
Em 1713-14, encontramos os exemplos incomuns de Maria Bannister, filha de um barbeiro suburbano, ser nomeado maçom para um mandato de sete anos, a taxa de cinco Xelins foram pagos à Companhia.
Vários casos de Aprendizes do sexo masculino que, estaria atribuído ao trabalho com Mestres do sexo feminino durante o período de 1713-1715 aparecem nos registos da "Venerável Companhia de maçons", da biblioteca Guildhall, em Londres.
Há que ter em conta que, todos estes casos, ocorreram antes da formação da primeira Grande Loja de Londres em 1717. Em 1723, o Reverendo James Anderson, foi dada a tarefa de emissão de um conjunto de constituições, que foram revistas em 1738, quando introduziu a ideia de que mulheres eram proibidas de se tornarem maçons.

## Mulheres Maçons em Órgãos Masónicos Regulares

### O caso de Elizabeth Aldworth
Houve alguns casos relatados de uma mulher ingressar em uma Loja maçónica regular. Esses casos são excepções e são debatidos pelos historiadores maçónicos.

### Elizabeth Aldworth

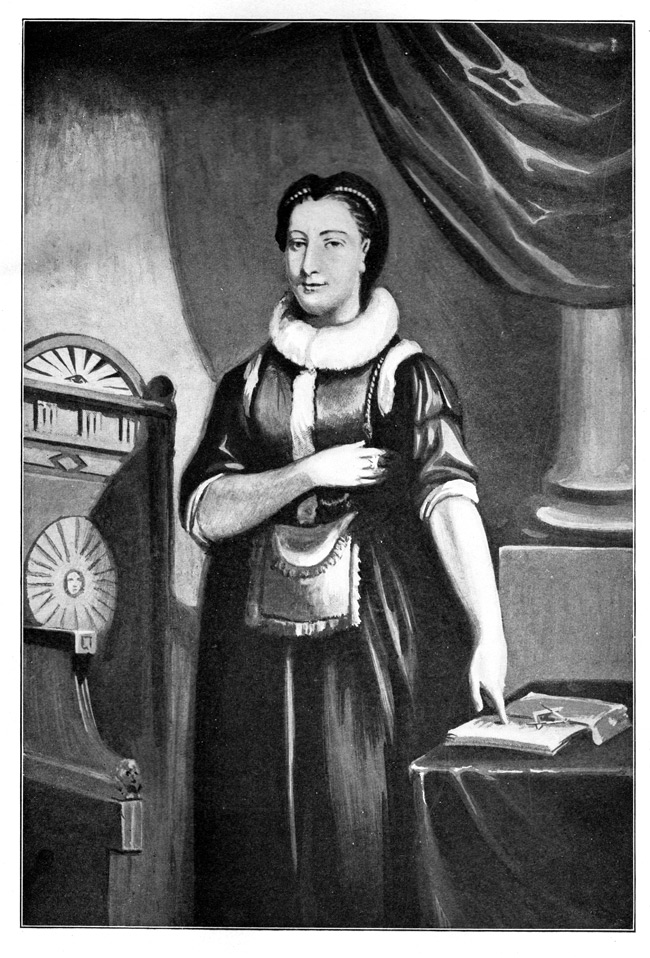
Exma. Elizabeth Aldworth.

Conta-se apenas como um das poucas mulheres, sendo admitida pela Maçonaria, no século XVIII, é o caso de Elizabeth Aldworth (nascida St. Leger), que relatou ter visto subrepticiamente o processo de uma reunião realizada na Loja Doneraile House, número 44 — a casa privada de seu pai, primeiro  Visconde  Doneraile, residente em Doneraile, County Cork, na Irlanda. Após a descoberta da violação do seu sigilo, a Loja resolveu admiti-la e abrigá-la, e depois, ela apareceu em público, usando, com orgulho, o vestuário maçónico. No início do século XVIII, era muito habitual para Lojas, serem realizadas em casas particulares. Esta loja foi devidamente justificada como a Loja número 150, na lista da Grande Loja da Irlanda.

## Co-Maçonaria
A admissão sistemática das mulheres na Co-Maçonaria International, começou na França, em 1882 que Maria Deraismes iniciou na Lodge Libre Penseurs (Loja dos Pensadores Livres), sob a Grande Loge Symbolique de France[carece de fontes?]. Em 1893, junto com o activista Georges Martin, Maria Deraismes supervisionou o início de dezesseis mulheres na primeira Loja do mundo, a ter homens e mulheres como membros, desde o início, a criação da jurisdição, Le Droit Humain (LDH)[carece de fontes?]. Novamente, estas são consideradas por "Maçonaria" Regular ou como corpos irregulares.
Le Droit Humain e uma série de outras organizações" irregulares" maçônicas, têm presença predominante na América do Norte que estão abertas às mulheres, quer de forma andrógina ou totalmente feminino. Estas ordens de trabalho e de  rituais semelhantes à Maçonaria regular e seu trabalho, tem um conteúdo moral e filosófico semelhante à maçonaria regular.
Na Holanda, existe uma Loja totalmente separada, embora maçonicamente aliada, clube de moças ou senhoras, A Ordem dos Tecelões, que utiliza símbolos de tecelagem, em vez da Pedra de cantaria (stonemasonry).[carece de fontes?]
O Rito de Adopção de uma Loja feminina, surgiu na França, no Grande Oriente de França, bem como outros organismos maçónicos na tradição continental europeia, reconhecem plenamente, a Co-Maçonaria e a Maçonaria de Mulheres.

### As Lojas de Adopção (em França)

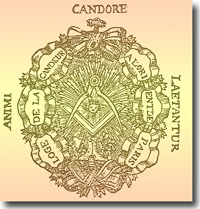
Selo da Loja de Adopção "Sinceridade"

Não foi, todavia, possível na sociedade francesa no século XVIII, manter completamente as mulheres, e em especial os da nobreza, para além da novidade de um movimento filosófico que pretendia manter segredos e começou a receber de um certo efeito de moda.
Baseado no facto de que, nada nas Constituições de Anderson, que impedem as mulheres de serem recebidas em banquetes e entretenimentos que acompanharam em trabalhos, ou participar em cerimónias religiosas de luto ou de São João, maçons franceses se acostumaram a chamar de "irmãs" para as mulheres nestes momentos, em seguida, vieram a criar, mais tarde, uma "Maçonaria" para senhoras ou a "Maçonaria de Adopção", reservado para as senhoras da nobreza, cujas duquesas Bourbon e Chartres e a princesa de Lamballe, que disse à rainha Maria Antonieta, que "toda a sua corte o era".
Há vestígios destas Lojas de adopção em França, desde 1740. Elas geralmente, levam o nome de uma Loja masculina, a fim de apresentar que se mantem unido. Em França, por volta do ano de 1760, os historiadores contam Lojas em : Annonay, Arras, Besançon, Bordeaux, Caen, Confolens, Dijon, Lorient, Narbona, Nancy, Rochefort, Toul Toulouse Valognes. A estes, devem ser ligados para adicionar quatro as Lojas militares, e outras quatro em Paris, incluindo um anexo da famosa Loja Les Neuf Sœurs.
Esta senhoras "maçons", continuavam a ser bastante diferentes da maçonaria masculina. Em particular, um ritual específico, o Rito de Adopção, que foi desenvolvida para essas Lojas.
Havia também, Lojas de aprovação na Alemanha: Nós mencionamos duas em Hamburgo: Le Bonheur suprême et Concordia (A Suprema Felicidade e a Concórdia).
Em 1808, as Lojas de Adopção foram proibidas pela persuasão masculina como contrário, à sua constituição.  A prática da Adopção Maçónica sobreviveu por mais tempo, no século XIX, mas apenas marginalmente.

### Na Maçonaria Egípcia
As mulheres também foram iniciadas em Haia, nos diferentes graus da Maçonaria, chamado primeiro como "Egípcia", como parte do sexo feminino que Cagliostro tinha confiado a gestão de sua mulher Serafina. Ao longo de suas viagens, ele fez o mesmo nas cidades de Mitau em 1780 e em Paris, em 1785.
A última vez que foi visto, foi em França e na Alemanha, diferentes "ordens" do sexo feminino ou misto, recrutado exclusivamente na alta aristocracia e dirigida principalmente e visando, sobretudo, menosprenzando a Maçonaria, como se tratasse de uma fantasia.
Estes incluem o Colégio de Mopse, que gozava de regalias durante alguns anos de sucesso na corte de Frederico II, presidido por sua irmã, Wilhelmine de Bayreuth. O tema foi exaltado e que a lealdade do lema fosse, o latido do cão (Mops, sendo a palavra em alemão para "pug").

## No século XIX
Na aprovação da Maçonaria, que, continuaria pelo menos na França, ao longo do século XIX, estavam gradualmente acrescentadas outras formas na práticas femininas ou mistas da Maçonaria:

### Ordem da Estrela do Oriente
Nos Estados Unidos, um maçom da cidade de Boston, chamado Robert Morris, fundou em 1850, uma Ordem Paramaçônica, denominada Ordem da Estrela do Oriente, que permitiu que mulheres trabalhassem nos mesmos propósitos que os Maçons, porém em outro ambiente, sendo elas meninas, viúvas, esposas, irmãs ou mães de um Maçom. Ela fornece ensinamentos baseados na Bíblia e atende principalmente as actividades morais ou de caridade. Não é uma Maçonaria feminina, mas sim uma Ordem Paramaçônica.

### A aparição da Maçonaria Mista
No final do século XIX, em França, seria exibido pela primeira vez, uma verdadeira maçonaria mista. Na verdade, até agora, as formas femininas ou mistas da Maçonaria manteve-se:
- Anedótico (alguns casos isolados como o de Elizabeth Aldworth)
- Marginal (a Maçonaria Egípcia de Cagliostro)
- sujeitas às Lojas aristocrática (as Loja de Adopção)
- ou Para-maçónicas em seus rituais e práticas (a Ordem da Estrela do Oriente)

Em 1880, houve doze Lojas que fizeram uma ruptura simbólica com a "Grande Loja Central" do Supremo Conselho de França e formando assim, uma nova aliança, sob o nome de "Grande Loja da Escócia simbólico. Algumas dessas Lojas, em seguida, aprovaram o princípio da iniciação para as mulheres, mas poderiam ir mais longe.
Portanto, o quadro "Os pensadores livres" da cidade Le Pecq, proclamou a sua autonomia a 9 de Janeiro de 1882, para iniciar, a 14 de Janeiro de 1882, as práticas do Rito Escocês, Maria Deraismes, jornalista e militante feminista, observado por seus "Irmãos", pelo seu talento como oradora e seu compromisso militante, a reconhecer os direitos das mulheres e crianças.
Onze anos depois, Maria Deraismes, ajudada, por entre outros, George Martin, iniciou ritualmente, a 14 de Março de 1893, com dezessete mulheres, fundando então, a 4 de Abril, uma Loja chamada "Grande Loja Simbólica Escocesa de França, ("Grande Loge symbolique écossaise mixte de France Le Droit humain").
Em 1881, o Grande Oriente Lusitano (GOL) estabeleceu a primeira Loja de Adopção feminina, denominada "Filipa de Vilhena", permitindo a iniciação de mulheres sob a tutela de lojas masculinas. Durante a Primeira República, destacadas figuras femininas, como Adelaide Cabete e Ana de Castro Osório, foram iniciadas na Loja Humanidade do GOL. No entanto, em 1923, divergências internas e a conjuntura política levaram à desvinculação da Loja Humanidade do GOL, passando esta a integrar a Ordem Maçónica Mista Internacional "Le Droit Humain", que aceitava homens e mulheres em igualdade de condições.
Após este período, e até 31 de maio de 2025, o GOL manteve-se, na prática, como uma obediência exclusivamente masculina, embora reconhecesse obediências femininas e mistas.

## No século XX

### Em Portugal
Em Portugal, a participação feminina na maçonaria tem evoluído de forma gradual. Existem obediências exclusivamente femininas, como a Grande Loja Feminina de Portugal, e mistas, como o Le Droit Humain|Direito Humano e o Grande Oriente Ibérico, que admitem homens e mulheres em igualdade de condições.
Em 31 de maio de 2025, o Grande Oriente Lusitano (GOL) aprovou oficialmente a admissão de mulheres como membros da obediência, após deliberação da sua assembleia representativa, a Grande Dieta. A decisão foi tomada por maioria qualificada de dois terços dos membros efetivos, na sequência de um processo de revisão constitucional promovido pelo então grão-mestre Fernando Cabecinha.
Até essa data, o GOL reconhecia maçons oriundos de obediências femininas ou mistas — como a Grande Loja Feminina de Portugal, o Grande Oriente Ibérico e o Direito Humano — mas não realizava iniciações femininas nas suas próprias lojas. Após três anos de consultas internas às 103 lojas da obediência, a maioria manifestou apoio à integração plena de mulheres. A decisão final foi tomada numa sessão da Grande Dieta presidida por Manuel Machado, ex-presidente da Câmara Municipal de Coimbra.
Com esta decisão histórica, o GOL passou a permitir a constituição de lojas masculinas, femininas e mistas, reforçando o seu compromisso com os princípios da maçonaria liberal e adogmática, orientada para a defesa da liberdade, igualdade, fraternidade e dignidade humana, e marcando um ponto de viragem na história da maçonaria adogmática portuguesa.

### Em Inglaterra
A Maçonaria Mista do Droit Humain na Inglaterra, se estende quase que, de imediato na Inglaterra, por Annie Besant e tem como nome de "Co-Maçonaria." A primeira Loja mista na Inglaterra, é fundada 26 de Setembro de 1902.
Muito rapidamente, as mulheres da Maçonaria de Inglaterra, estaria em desacordo com a Ordem de origem francesa em três pontos:
- A apresentação de uma Loja simbólica a um Conselho Supremo.
- A exigência de uma crença em um princípio superior ou divino.
- O misto (Co-Maçonaria Inglêsa deixava de aceitar novos membros do sexo masculino em 1908).

A separação ocorreu em 1913, deixando para trás as duas Obediências inglesas femininas quase indistinguíveis
- Excelentíssima Fraternidade da Antiga Maçonaria (1908)
- Excelentíssima Fraternidade da Antiga e Aceite da Maçonaria (1913)

### Na França
Na França, em paralelo com o desenvolvimento da Maçonaria mista, sob o impulso do Droit Humain no início do século XX, a Grande Loja de França recomeça sua adopção e, em 1906, dá-lhes uma constituição adequada. Este texto prevê que, "qualquer Loja de Adopção deve ostentar o título precedido da expressão Loja Adopção. Todos os dirigentes de uma Loja de Adopção, são necessariamente instruídas por uma Oficina, onde estão nesse aspecto, são parecidos. Em 1907, as Lojas de Adopções foram uma nova versão no rito de adopção. Parece que o trabalho dessas Lojas sobre temas da sociedade são comparáveis aos dos maçons homens.
Em 1935, havia 9 Lojas de Adopção. Na esperança hipotética de uma reaproximação com o bloco de Grandes Lojas como a Grande Loja Unida de Inglaterra, sem o reconhecimento da Grande Loja da França, de tornar as Lojas independentes e de encorajá-las a constituir-se em mulheres maçons. Estruturas temporárias estariam no lugar, e não foi até 1945 para ver a criação da União das Mulheres Maçónica França, que veria mais tarde, a tornar-se a Grande Loja Feminina de França (GLFF).
Em 1959, a Obediência feminina abandona o Rito de Adopção para o Rito Escocês Antigo e Aceito, com excepção da sua Loja "Cosmos", que é perpétua.

### Na América do Norte
O primeira Loja Mista apresentado na América do Norte, foi fundada em 1903 em Nova York, sob a égide dos Le Droit Humain. Em 1924, a Federação Interamericana do Le Droit Humain, teve uma centena de Lojas. No final do século XX, a maioria destas Lojas deixaram o Le Droit Humain e fundaram a Honorável Ordem da co-Maçonaria - (AFHR) e a Ordem Oriental da Co-Maçonaria International.

### No resto do mundo
No século XX, a Maçonaria feminina e mista expandiu-se fortemente, a partir das fontes mencionadas acima, na maioria dos países onde a Maçonaria é permitida.

## Situação Actual
Actualmente, na maioria dos países europeus, as mulheres podem participar em obediências mistas ou exclusivamente femininas. Entre os quais, incluem os mais importantes Lojas como a Ordem Maçónica Mista Internacional "Le Droit Humain" e geralmente, as mulheres das Grandes Lojas para Mulheres de França.
A Maçonaria do ramo tradicional, não reconhecem formalmente qualquer grupo que aceitem mulheres, embora em muitos países, as relações informais de cooperação pontuais, possam existir reconhecimento. Por exemplo, a Grande Loja Unida Inglaterra considera que, desde 1998, algumas Lojas mistas devem ser vistas como parte da Maçonaria, sem ser reconhecido oficialmente em um tratado que autorize visitas mútuas.
As denominações liberais, no entanto, reconhecem em geral, a mistura Lojas para mulheres. Alguns, como o Grande Oriente de França, ou o Grande Oriente da Bélgica, reconhece Lojas para mulheres e aceitam a presença das mulheres nas suas casas, inclusive, iniciando-as.
Na América do Norte (Estados Unidos e Canadá), é mais comum que as mulheres, não estando se juntando a Maçonaria, mas associações de perto, com suas próprias tradições e seus próprios rituais, como a Ordem da Estrela do Oriente e as Filhas do Nilo que trabalham em conjunto com as Lojas maçônicas tradicionais. Embora a América do Norte geralmente siga a Inglaterra em muitos pontos, é neste continente, que hoje concentra-se principalmente, a resistência de reconhecer as mulheres maçons.
No Brasil, existem diversas Lojas maçônicas mistas, por exemplo a "Ordem Maçônica Mista Internacional Le Droit Humain", a "Grande Loja Maçônica Mista do Brasil - GLMMB"  , a "Honorável Ordem da co-Maçonaria Americana - The American Federation of Humain Rights" e a  e a Grande Loja da Maçonaria Egípcia no Brasil .

## Anexos